# Павел Дудуков
Павел (Павле, Суле) Илиев Дудуков е български революционер, войвода на Вътрешната македоно-одринска революционна организация.

## Биография
Павел Дудуков е роден в малешевското градче Берово, тогава в Османската империя, днес в Северна Македония. През есента на 1900 година убива кърсердаря Сюлейман чауш и става нелегален четник на ВМОРО. В продължение на 10 години е районен началник в Малешевско. Четник е в четата на Симеон Молеров през 1905 година. и на Христо Димитров – Кутруля Както и в тази на Ефрем Чучков.
След като областта попада в Сърбия след Междусъюзническата война в 1913 година на 8 януари 1914 година Дудуков и арестуван заедно с друг малешевски войвода Иван Странджата от дейци на Черна ръка и след изтезания двамата са хвърлени живи в кладенец в Пехчево.